# Gortyna puengeleri
Gortyna puengeleri är en fjärilsart som beskrevs av Turati 1909. Gortyna puengeleri ingår i släktet Gortyna och familjen nattflyn. Inga underarter finns listade i Catalogue of Life.